# Stenträsket (Lycksele socken, Lappland, 717819-160785)
Stenträsket är en sjö i Lycksele kommun i Lappland och ingår i Umeälvens huvudavrinningsområde. Sjön har en area på 0,694 kvadratkilometer och ligger 331 meter över havet.

## Delavrinningsområde
Stenträsket ingår i det delavrinningsområde (718202-160826) som SMHI kallar för Inloppet i Rusträsket. Medelhöjden är 340 meter över havet och ytan är 29,64 kvadratkilometer. Räknas de 4 avrinningsområdena uppströms in blir den ackumulerade arean 130,96 kvadratkilometer. Rusbäcken (Sörbäcken) som avvattnar avrinningsområdet har biflödesordning 2, vilket innebär att vattnet flödar genom totalt 2 vattendrag innan det når havet efter 186 kilometer. Avrinningsområdet består mestadels av skog (76 procent) och sankmarker (19 procent). Avrinningsområdet har 1,08 kvadratkilometer vattenytor vilket ger det en sjöprocent på 3,6 procent.